# Walzenmühle (Freital)

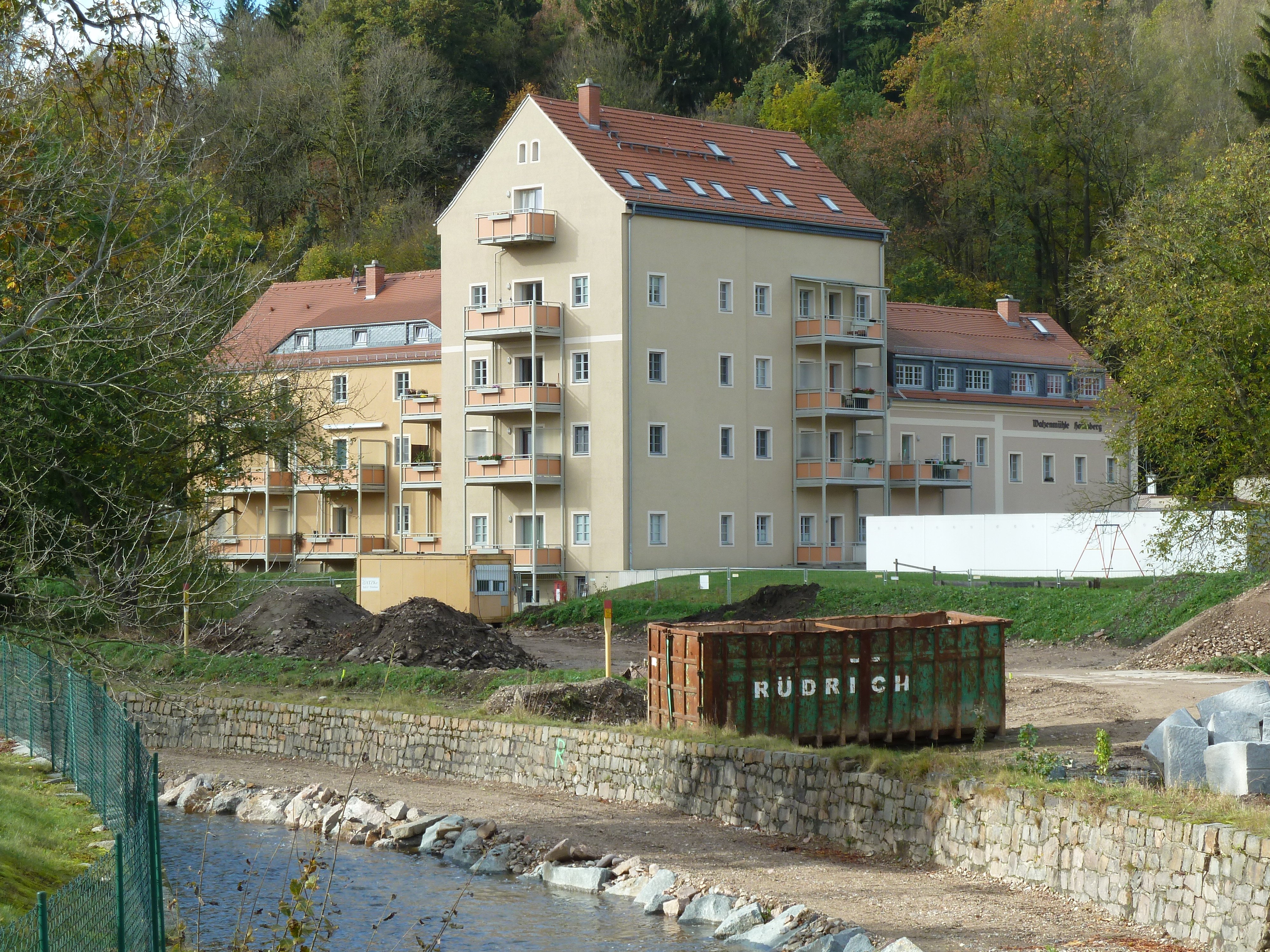
Walzenmühle nach Umbau 2012

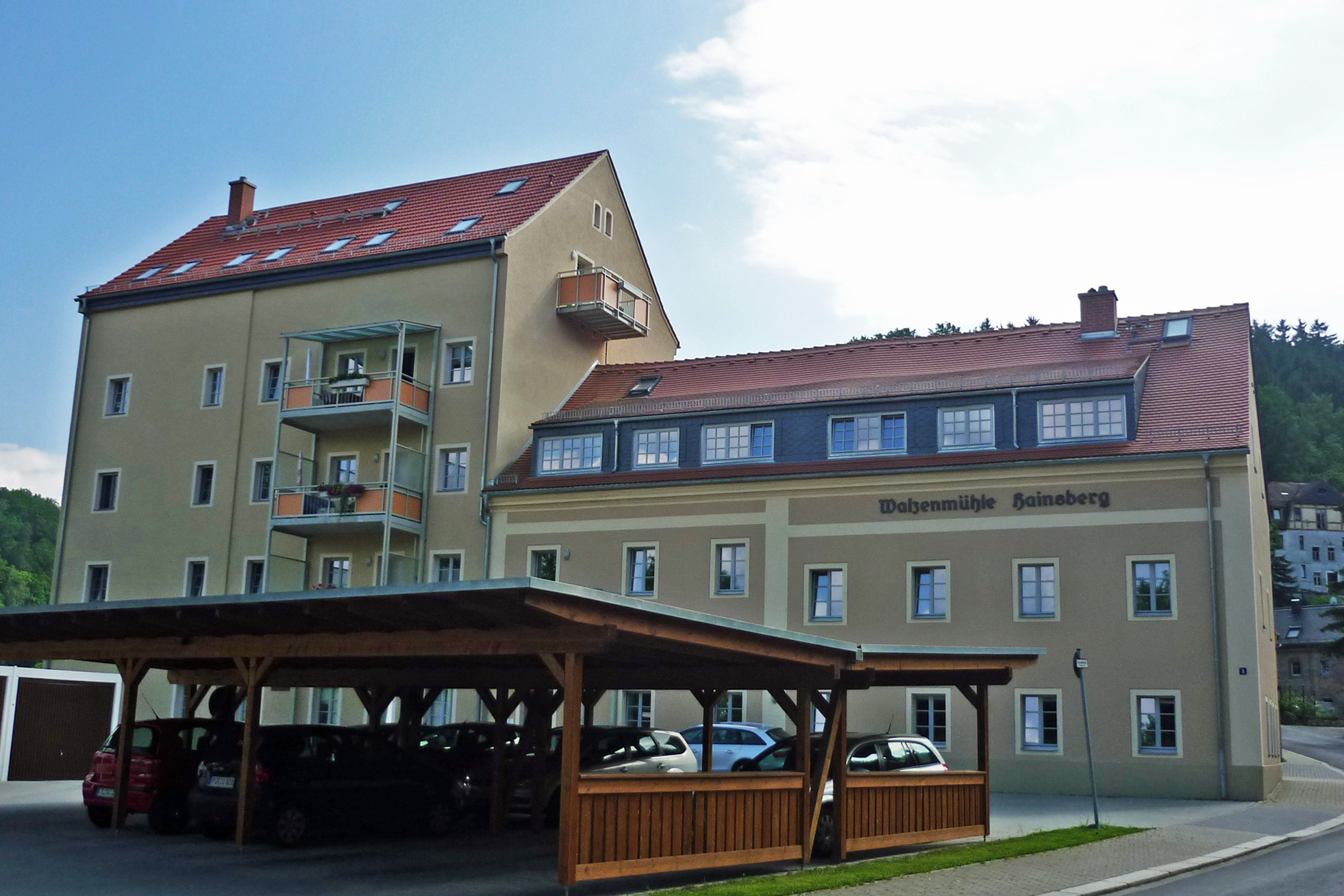
Ansicht von der Somsdorfer Straße

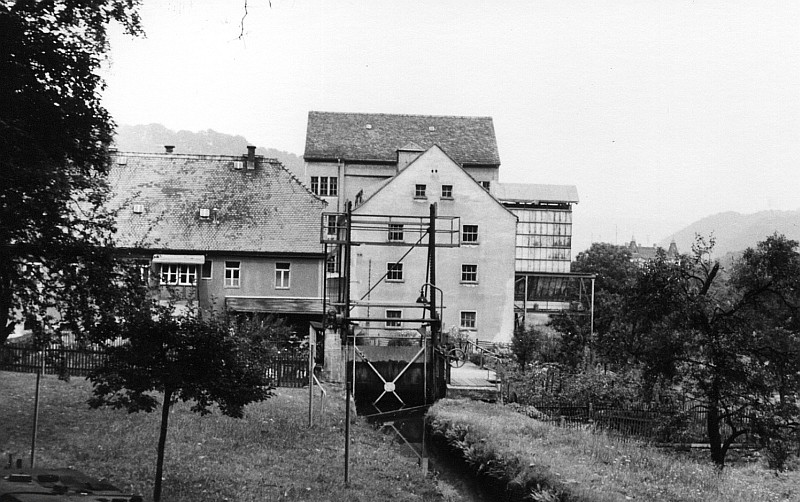
Ansicht von 1986

Die Walzenmühle ist eine ehemalige Mühle in der sächsischen Stadt Freital. Sie befindet sich im Ortsteil Coßmannsdorf und ist als Kulturdenkmal sowie Technisches Denkmal ausgewiesen.

## Lage
Die Walzenmühle befindet sich an der Straße zwischen Coßmannsdorf und Somsdorf. Etwa 100 Meter entfernt verläuft die Rote Weißeritz, die sich wenig später mit der Wilden Weißeritz zur Weißeritz zusammenschließt. Das für den Mühlenbetrieb erforderliche Wasser wurde über einen Mühlengraben an die Anlage befördert. Der heute zu großen Teilen noch erhaltene Graben beginnt weiter südlich etwa auf der Höhe des Einkaufszentrums Weißeritz-Park und endet kurz hinter der Mühle an der Hainsberger Straße wieder an der Roten Weißeritz.

## Geschichte
Die Walzenmühle war längere Zeit auch unter dem Namen ihres Eigentümers Johann Karl Christian Mittag als Mittagsmühle bekannt. Während Coßmannsdorf ein Ortsteil Somsdorfs war, war die Mühle auch als Somsdorfer Mühle bekannt. Ebenso ist der Name Coßmannsdorfer Mühle verbreitet, auch wenn sie nicht die einzige Mühle auf Coßmannsdorfer Flur war.
Die Walzenmühle wird schon im 15. Jahrhundert erwähnt. Der sächsische Kurfürst meldete im Jahr 1622 Interesse an der Mühle an, jedoch wehrte sich der Müller gegen die Übernahme durch den Landesherrn. Nach einem Brand 1761 wurde sie ein Jahr später wieder aufgebaut und in Betrieb genommen. Das Mühlenkontor stammt aus dem Jahr 1784. Das Speicherhaus wurde im 19. Jahrhundert errichtet. Nach 1938 bauten die Eigentümer die Walzenmühle zu einer der damals modernsten Mühlenanlagen in Sachsen um.
Um 1970 erfolgte in der DDR die Verstaatlichung des Betriebes. Danach wurde noch bis 1992 gemahlen, anschließend stand das Gebäude leer und sollte abgerissen werden. Jedoch konnte ein Käufer für das denkmalgeschützte Gebäude gefunden werden, der es für etwa 3,5 Millionen Euro renovieren ließ und darin etwa 20 Eigentumswohnungen einrichtete. Der Umbau war Ende 2012 abgeschlossen.